# José Luis Calderón
José Luis Calderón (La Plata, 24 ottobre 1970) è un ex calciatore argentino, di ruolo attaccante.

## Carriera

### Club
Dopo aver debuttato nel Club Defensores de Cambaceres, si trasferì all'Estudiantes, nella quale con i suoi gol ha contribuito alla promozione in prima divisione nel 1994. Si trasferì poi all'Independiente, e successivamente Arsenal de Sarandí in patria; nel CF Atlas e nel Club América in Messico. Nel 1997-1998 ha fatto parte anche della rosa del Napoli, che lo acquista per 7,5 miliardi di lire, lasciando tuttavia un ricordo negativo. Torna quindi all'Independiente per 2 miliardi.
Ha segnato un gol da 48 metri contro il Boca Juniors nel 1998, e ha realizzato una tripletta nel derby di La Plata contro il Gimnasia y Esgrima il 15 ottobre 2006. Si è ritirato il 24 novembre 2009, rinunciando a giocare il Mondiale per Club con la maglia dell'Estudiantes, per poi tornare al calcio giocato con l'Argentinos Juniors nel gennaio 2010.
Dopo il successo nel Clausura 2010, ritorna nella squadra dei Defensores de Camabaceres con la quale aveva iniziato la sua carriera professionistica. Gioca qui la sua ultima partita, prima del ritiro, segnando anche un gol su rigore.

### Nazionale
Calderón fu anche convocato con l'Albiceleste in occasione della Copa América 1997, ma contrasti con l'allenatore Daniel Passarella sancirono il suo addio alla nazionale.

## Statistiche

### Cronologia presenze e reti in nazionale
| Cronologia completa delle presenze e delle reti in nazionale ― Argentina | Cronologia completa delle presenze e delle reti in nazionale ― Argentina | Cronologia completa delle presenze e delle reti in nazionale ― Argentina | Cronologia completa delle presenze e delle reti in nazionale ― Argentina | Cronologia completa delle presenze e delle reti in nazionale ― Argentina | Cronologia completa delle presenze e delle reti in nazionale ― Argentina | Cronologia completa delle presenze e delle reti in nazionale ― Argentina | Cronologia completa delle presenze e delle reti in nazionale ― Argentina |
| Data                                                                     | Città                                                                    | In casa                                                                  | Risultato                                                                | Ospiti                                                                   | Competizione                                                             | Reti                                                                     | Note                                                                     |
| ------------------------------------------------------------------------ | ------------------------------------------------------------------------ | ------------------------------------------------------------------------ | ------------------------------------------------------------------------ | ------------------------------------------------------------------------ | ------------------------------------------------------------------------ | ------------------------------------------------------------------------ | ------------------------------------------------------------------------ |
| 2-4-1997                                                                 | La Paz                                                                   | Bolivia                                                                  | 2 – 1                                                                    | Argentina                                                                | Qual. Mondiali 1998                                                      | -                                                                        | 71’                                                                      |
| 8-6-1997                                                                 | Buenos Aires                                                             | Argentina                                                                | 2 – 0                                                                    | Perù                                                                     | Qual. Mondiali 1998                                                      | -                                                                        | 85’                                                                      |
| 11-6-1997                                                                | Cochabamba                                                               | Ecuador                                                                  | 0 – 0                                                                    | Argentina                                                                | Coppa America 1997 - 1º turno                                            | -                                                                        | 61’                                                                      |
| 14-6-1997                                                                | Cochabamba                                                               | Argentina                                                                | 2 – 0                                                                    | Cile                                                                     | Coppa America 1997 - 1º turno                                            | -                                                                        | 70’                                                                      |
| 17-6-1997                                                                | Cochabamba                                                               | Paraguay                                                                 | 1 – 1                                                                    | Argentina                                                                | Coppa America 1997 - 1º turno                                            | -                                                                        | 54’                                                                      |
| Totale                                                                   |                                                                          | Presenze                                                                 | 5                                                                        |                                                                          | Reti                                                                     | 0                                                                        |                                                                          |

## Palmarès

### Club

#### Competizioni nazionali
- Campionato argentino: 2

Estudiantes: Apertura 2006
Argentinos Juniors: Clausura 2010

#### Competizioni internazionali
- Copa Sudamericana: 1

Arsenal de Sarandí: 2007
- Coppa Libertadores: 1

Estudiantes: 2009

### Individuale
- Capocannoniere del campionato argentino: 2

Apertura 1995 (13 gol), Clausura 1999 (17 gol)
- Capocannoniere della Coppa Libertadores: 1

2006 (5 gol, a pari merito con Aloísio José da Silva, Félix Borja, Agustín Delgado, Sebastián Ereros, Ernesto Farías, Fernandão, Marcinho, Daniel Montenegro, Nilmar, Mariano Pavone, Jorge Quinteros, Patricio Urrutia e Washington)